# Internationale Politik
Internationale Politik ist die allgemeine Bezeichnung für den supranationalen politischen Bereich, der durch die Beziehungen, Normen und Institutionen, die die Staaten untereinander unterhalten, gekennzeichnet ist. Außerdem wird die politikwissenschaftliche Teildisziplin, die sich mit den internationalen Beziehungen und Organisationen, der Außenpolitik, Sicherheitspolitik und Friedenspolitik sowie der Entwicklung diesbezüglicher Theorien beschäftigt, als Internationale Politik (IP) bezeichnet; inzwischen hat sich jedoch für die akademische Disziplin die Bezeichnung Internationale Beziehungen (IB) durchgesetzt. Auf dem Kongress der Deutschen Vereinigung für Politikwissenschaft in Duisburg wurde 2015 deren „Sektion Internationale Politik“ in „Sektion Internationale Beziehungen“ umbenannt.